# Tel Narbeta
Tel Narbeta (hebrejsky: תל נרבתה) je vrch o nadmořské výšce cca 70 metrů v severním Izraeli.
Leží na pomezí nejzápadnějšího výběžků vysočiny v regionu vádí Ara (hebrejsky: Nachal Iron), respektive vrchoviny Giv'ot Iron, a hustě osídlené a zemědělsky intenzivně využívané pobřežní nížiny, cca 40 kilometrů jižně od centra Haify, na jihovýchodním okraji vesnice Ma'anit, cca 14 kilometrů od Středozemního moře. Má podobu převážně zalesněného kopce. Jižně od vrchu spadá terén do údolí vádí Nachal Narbeta. Východně od vrcholu prochází těleso dálnice číslo 6 a za ní leží město Kacir-Chariš.
Pahorek má dlouhou sídelní tradici a archeologické výzkumy tu odhalily četné pozůstatky lidské přítomnosti. Lesy pokrývající vrch jsou turisticky využívány.